# رافع بن مكي
رافع بن مكي ثاني أمراء قابس من بني جامع، تولى من بعد أبيه مكي بن كامل. يشتهر بحملته على آل باديس وحكمه للقيروان مؤقتا.

## السيرة
رافع هو ابن مكي بن كامل الدهماني مؤسس دولة بني جامع. استلم الحكم بعد وفاة مكي عام 1105. في عهد رافع، ازدهرت قابس، ويعود ذلك للعلاقة الممتازة بينه وبين يحيى بن تميم أمير إفريقية، فأعطى ذلك رافع فترة من الهدوء قضاها في البناء والتعمير، فشيد قصر العروسين وأنشأ الأسطول القابسي، وبنى سفينة ضخمة دعمه الأمير يحيى في بنائها بالخشب والحديد.
ولكن مع تولي علي بن يحيى ساءت العلاقات مع رافع بسبب تلك السفينة الضخمة، حيث لم يرد علي أن يحتكر أحد غيره التجارة البحرية، فقرر علي أن يرسل حملة بحرية لمصادرة السفينة فاضطر رافع أن يطلب العون من روجر الثاني كونت صقلية وبهذا بدأت الحرب الزيرية القابسية. وبعد حصول لقاء بين النورمان والزيريين اختلفت الروايات في أحداثه، حاصر علي قابس ثم انسحب. اختلفت الروايات فيما حصل لاحقا أيضا، فحسب ابن عذاري والنويري حاول رافع التصالح مع علي لكنه قوبل بالرفض فشكل حلفا عربيا وتحرك نحو المهدية، وحسب ابن الأثير فإن رافع جمع قبائل العرب وتوجه إلى المهدية مدعيا رغبته في الصلح والبيعة. في كلا الحالتين واجه رافع ردا قويا من خصمه ودارت بينهما معركة المهدية التي انتهت بهزيمة بني جامع وتفكك حلف العرب، فانسحب رافع إلى القيروان ليلًا بعد أن فقد الأمل. ولكن أهل القيروان لم يسمحوا لرافع بدخول مدينتهم، فقاتلهم بضعة أيام ثم دخلها. خلال ذلك، اجتمع شيوخ بني دهمان وقسموا البلاد بينهم فأُعطي رافع القيروان. وبذلك وصلت أسرة بني جامع إلى أقصى توسع لهم،. لكن ذلك كان مؤقتا، لأن عليًا هاجم القيروان وهزم رافع في المعركة، فانسحب رافع إلى قابس منهيا بذلك حملته، وكانت قابس محكومة من عمه محمد بن رشيد. وأخيرا سعى رافع إلى الصلح وتوسط له ميمون بن زياد الصخري. وفعلا تم الصلح و انتهت الحرب، واستمر رافع يحكم قابس إلى أن مات في سنة مجهولة.